# Kempton (Shropshire)
Pour les articles homonymes, voir Kempton (homonymie).
Kempton est un village du Shropshire, en Angleterre.